# 2',3'-Ciklični-nukleotid 2'-fosfodiestaraza
2',3'-Ciklični-nukleotid 2'-fosfodiestaraza (EC 3.1.4.16, ribonukleozid 2',3'-ciklična fosfat diesteraza, 2',3 '-ciklična AMP fosfodiesteraza, 2',3'-ciklična nukleotidaza, ciklična 2',3'-nukleotid 2'-fosfodiesteraza, ciklična 2',3'-nukleotid fosfodiesteraza, 2',3'-ciklična nukleozid monofosfat fosfodiesteraza, 2',3'-ciklična AMP 2'-fosfohidrolaza, ciklična fosfodiesteraza:3'-nukleotidaza, 2',3'-ciklična nukleotid fosfohidrolaza, 2':3'-ciklična fosfodiesteraza, 2':3'-ciklična nukleotid fosfodiesteraza:3'-nukleotidaza) je enzim sa sistematskim imenom nukleozid-2',3'-ciklična-fosfat 3'-nukleotidohidrolaza. Ovaj enzim katalizuje sledeću hemijsku reakciju
nukleozid 2',3'-ciklični fosfat + H2O {\displaystyle \rightleftharpoons } nukleozid 3'-fosfat
Ovaj enzim takođe hidrolizuje 3'-nukleozid monofosfate i bis-4-nitrofenil fosfate.

## Literatura
- Nicholas C. Price; Lewis Stevens (1999). Fundamentals of Enzymology: The Cell and Molecular Biology of Catalytic Proteins (Third изд.). USA: Oxford University Press. ISBN 019850229X.
- Eric J. Toone (2006). Advances in Enzymology and Related Areas of Molecular Biology, Protein Evolution (Volume 75 изд.). Wiley-Interscience. ISBN 0471205036.
- Branden C; Tooze J. Introduction to Protein Structure. New York, NY: Garland Publishing. ISBN 0-8153-2305-0.
- Irwin H. Segel. Enzyme Kinetics: Behavior and Analysis of Rapid Equilibrium and Steady-State Enzyme Systems (Book 44 изд.). Wiley Classics Library. ISBN 0471303097.
- William P. Jencks (1987). Catalysis in Chemistry and Enzymology. Dover Publications. ISBN 0486654605.

## Spoljašnje veze
- 2',3'-cyclic-nucleotide+2'-phosphodiesterase на 